# Myomimus roachi
El lirón colipelado (Myomimus roachi) es una especie de roedor esciuromorfo de la familia Gliridae.

## Distribución
Se encuentra en Bulgaria, Grecia y Turquía.